# Jake Nava

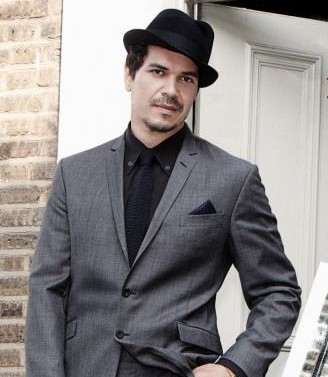
Jake Nava 2012 in London

Jake Nava (* in London) ist ein britischer Musikvideo-Regisseur. Er ist der Bruder von Emil Nava, welcher ebenfalls als Musikvideo-Regisseur tätig ist.

## Leben und Wirken
Nava ist ein mehrfach preisgekrönter Regisseur von Musik- und Werbevideos. Unter seiner Leitung wurden Videos wie beispielsweise Kelis’ Milkshake, Ushers Burn, Beyoncés Naughty Girl oder Atomic Kittens The Tide Is High produziert. Zu seinen prominentesten Kunden zählen Kate Moss, Naomi Campbell, Cindy Crawford, Jay-Z, David Beckham, Jessica Alba, Halle Berry und Beyoncé, mit der er einen Langzeitvertrag hat.
Unter seinen Werbespots sind zahlreiche, bekannte Firmen und Produkte wie Armani, Bacardi, Puma, L’Oréal und Pepsi.
Jake Nava hat verschiedene Auszeichnungen für seine TV-Kampagnen und Videos erhalten. Durch die Verfügbarkeit seiner Videos über das Internet erlangten einzelne Produktionen eine überdurchschnittliche Resonanz. Darunter waren Spots wie Single Ladies für Beyonce, das über 80 Millionen Mal heruntergeladen wurde, wodurch er Preise wie den MTV Europe Awards und den MTV America Awards erhielt und die Grammy-Gewinnerin Adele, deren Video Someone like You über 200 Millionen Views auf YouTube zu verzeichnen hatte.
Jake Nava lebt in seiner Geburtsstadt London.

## Musikvideografie
- 112 featuring Supercat – Na, Na, Na
- Adele – Someone like You
- Atomic Kitten – Be with You
- Atomic Kitten – It’s OK
- Atomic Kitten – The Last Goodbye
- Atomic Kitten – The Tide Is High
- Audio Bullys – Way Too Long
- Beverley Knight – Greatest Day
- Beverley Knight – Made It Back
- Beyoncé featuring Sean Paul – Baby Boy
- Beyoncé featuring Jay-Z – Crazy in Love
- Beyoncé – Naughty Girl
- Beyoncé – Dangerously in Love 2
- Beyoncé – If I Were a Boy
- Beyoncé – ***Flawless
- Big Brovaz – OK
- Blaque – I’m Good
- Blue – Fly By
- Blue – Too Close
- Brandy Norwood – Who Is She 2 U
- Britney Spears – My Prerogative
- The Cranberries – Stars
- Des’ree – It’s OK
- Destiny’s Child – Cater 2 U
- Devox featuring Angie Stone – Everyday
- Dido – Don’t Leave Home
- Enrique Iglesias featuring Kelis – Not in Love*
- Jamelia – Call Me
- Kelis – Milkshake
- Kylie Minogue – Red Blooded Woman
- Lana Del Rey – Shades of Cool
- Lana Del Rey – High by the Beach
- Lina – Step Up
- Lindsay Lohan – First
- Lindsay Lohan – Over
- Lindsay Lohan – Rumors
- Lo Fidelity Allstars featuring Pigeonhed – Battle Flag
- Mariah Carey – Shake It Off
- Mariah Carey – Get Your Number
- Mark Morrison – Crazy
- Mark Morrison – Return of the Mack
- Me One – Old Fashioned
- Mis-Teeq – Scandalous
- Ms. Dynamite – Dy-na-mi-tee
- Ms. Dynamite – It Takes More
- Natalie Imbruglia – Shiver
- Natasha Bedingfield – Single
- Nodesha – Get It While It’s Hot
- Nodesha – That’s Crazy
- P!nk – Nobody Knows
- Quavo, Lenny Kravitz – Fly
- Roni Size/Reprazent – Dirty Beats
- Rooster – You’re So Right for Me
- Shernette May – Alright with Me
- Shola Ama – I Still Believe
- Shola Ama – You’re the One I Love
- Spice Girls – Holler
- System of a Down – B.Y.O.B
- Skye Sweetnam – Tangled Up in Me
- Taylor Swift – Both Of Us
- Tina Turner – Whatever You Need
- True Steppers – Out Of Your Mind
- Urban Species featuring Imogen Heap – Blanket
- Usher – Burn
- Victoria Beckham – Not Such an Innocent Girl
- Britney Spears – If U Seek Amy
- Shakira – She Wolf